# Acacia tanganyikensis
Acacia tanganyikensis är en ärtväxtart som beskrevs av John Patrick Micklethwait Brenan. Acacia tanganyikensis ingår i släktet akacior, och familjen ärtväxter. Inga underarter finns listade i Catalogue of Life.